# AeroPress
АeroPress — устройство для приготовления кофе. Сконструирован в 2005 году американцем Аланом Адлером и выпускается фирмой AeroPress Inc. Приготовление кофе производится путём продавливания залитого горячей водой молотого кофе через фильтр под действием давления, создающегося за счёт мускульной силы оператора.

## Конструкция
Кофеварка представляет собой ручное устройство для быстрого приготовления кофе и состоит из следующих частей:
- поршня (длина которого значительно превышает диаметр) из полипропилена[3], с резиновой прокладкой на конце;
- цилиндра из полипропилена, с метками объёма для контроля наполнения водой;
- крышки с перфорациями;
- мягкого сменного фильтра из плотного волокнистого материала.

В сборе фильтр вкладывается в крышку, а крышка крепится на нижней части цилиндра. Поршень, снабжённый резиновой прокладкой, которая плотно прилегает к стенкам цилиндра, может перемещаться в нём, создавая определённое давление так же, как это происходит в классическом медицинском шприце.

## Принцип работы
Приготовление кофе производится в два этапа: сначала молотый кофе заваривается горячей водой, затем получившаяся смесь кофе и воды фильтруется через мелкодисперсный фильтр. Разница, по сути, состоит лишь в конструкции самого аппарата фильтрации. Порядок использования устройства следующий:
- Цилиндр закрывают снизу крышкой с вложенным в неё фильтром и устанавливают на чашку.
- Мелко молотый кофе засыпают через воронку в цилиндр.
- Горячую воду (80 °C) заливают в цилиндр по метке объёма и размешивают лопаткой-мешалкой в течение 10 с.
- Вставляют в цилиндр поршень; нажимая на него, продавливают воду сквозь кофе и фильтр. За счёт созданного в цилиндре давления, жидкость, проходя через фильтр, собирается в чашке, а кофейная гуща остаётся на фильтре.
- Приготовленный кофе разбавляют горячей водой и сливками по вкусу.[4].

## Оценки
Фирма-изготовитель приводит четыре преимущества данного устройства:
1. Лучший вкус за счёт использования «идеальной температуры воды и давления».
2. Полнота извлечения вкуса и аромата из сырья (по сравнению с фильтр-кофеварками).
3. Отсутствие осадка и примесей.
4. Быстрота приготовления (чашка кофе за минуту).

Легко видеть, что, за исключением очевидного пункта (3), все эти утверждения достаточно спорны («идеальные температура и давление» отличаются для разных сортов кофе, размеров помола и режимов обжарки, сравнение «полноты вкуса» вряд ли можно считать объективным, а скорость приготовления для большинства кофеварок и кофемашин примерно та же самая). Как отмечается в статье, кроме, действительно, высокой чистоты напитка, к преимуществам AeroPress можно отнести:
- Удобство конструкции, небольшие размеры, прочность и неприхотливость прибора, что позволяет без труда возить его с собой и использовать в полевых условиях.
- Возможность полного контроля над процессом (время настаивания, исходная температура воды, помол и сорт кофе, давление находятся полностью в руках оператора) и, соответственно, широкий диапазон возможностей экспериментирования и подбора режимов приготовления, чтобы получить напиток, наиболее подходящий конкретному потребителю.
- Удобство чистки и утилизации отходов.

## Чемпионат мира по «AeroPress»
C 2008 года проводится ежегодный неофициальный чемпионат мира по «AeroPress» (World Aeropress Championships, WAC), на котором участники состязаются в скорости и качестве приготовления кофе с помощью системы «AeroPress». 2-й чемпионат мира состоялся в июне 2009 года в Осло (Норвегия).